# 病人を治療するハンガリーの聖エリザベト
『病人を治療するハンガリーの聖エリザベト』（びょうにんをちりょうするハンガリーのせいエリザベト、西: Santa Isabel de Hungría curando a los tiñosos, 英: Saint Elizabeth of Hungary Curing the Sick）は、スペインのバロック絵画の巨匠バルトロメ・エステバン・ムリーリョが1672年にキャンバス上に油彩で描いた絵画である。 セビーリャのカリダー施療院 の礼拝堂のためにミゲル・マニャーラによりカリダー施療院の礼拝堂のために委嘱され、現在もその礼拝堂に掛けられている。作品は、頭部白癬に罹った子供の頭に水をかけている聖エリザベトを表している。施療院のためにムリーリョが描いた慈愛と慈善を主題にした作品群のうちの1点である。

## 背景
カリダー信徒会会長のミゲル・マニャーラは、「キリスト者の慈愛」を主題とする8点の連作をムリーリョに注文した。ムリーリョが描いた8点の連作中4点 (本作『病人を治療するハンガリーの聖エリザベト』、『パンと魚の奇蹟』、『ホレブの岩から水を出すモーセ』、『病人を担う聖フアン・ディ・ディオス』) は現在もカリダー施療院に所蔵されているが、『ベトザタの池で足萎えを治すキリスト』 (ロンドン・ナショナル・ギャラリー) と『放蕩息子の帰還』 (ワシントン・ナショナル・ギャラリー) 、『アブラハムと3人の天使』 (カナダ国立美術館) 、『聖ペテロの解放』 (エルミタージュ美術館) は1810年にナポレオンの軍隊によりスペインから持ち去られた。

## 作品
本作はカリダー施療院に所蔵されていたが、国王カルロス4世によりホセ・マリア・コルテス (José María Cortés) が複製を制作できるようセビリアのアルカサルに移された。王は本作をマドリードの王立美術館に送り、複製をカリダー施療院に置く予定であった。しかし、1812年に、ニコラ＝ジャン・ド・デュ・スールト元帥がパリのナポレオン美術館 (現在のルーヴル美術館) に展示するために本作を略奪した。3年後のフランス王政復古の際、作品はルーヴル美術館の館長ドミニク・ヴィヴァンの返還阻止の試みにもかかわらず、スペインに返還された。当初、作品はマドリードの王立サン・フェルナンド美術アカデミーに掛けられたが、国王フェルナンド7世はプラド美術館に移すように命じた。カリダー施療院は、絵画を取り戻すために数々の要請をし、セビリアの書簡王立アカデミー (Real Academia Sevillana de Buenas Letras) と芸術アカデミー (Academia de Bellas Artes de Sevilla) も公共教育省に2通の手紙を送った。最終的に1939年に、作品はカリダー施療院に戻された。
カリダー施療院のために制作された連作の主題は一般的に「慈愛」を表しているだけでなく、マニャーラが定めたカリダー信徒会の会則と一致している。その会則は信仰にもとづく積極的な慈善活動を誓約させるものであった。連作を描いた画家ムリーリョもまた信徒として、貧民街の病人の家を回ったり、カリダー施療院で病人の食事の世話をしていたのかもしれない。
本作は、13世紀に自身の宮殿に病院を設立したハンガリーの聖エリザベトを描いている。彼女はその病院で当時に流行したハンセン病、黒死病、白癬などの病気の患者を治療した。病人に宿と食べ物を与えたほかに、エリザベトは日々彼らの傷を治した。医療以外で、彼女の最も重要な仕事は、1人で死にゆく運命の患者たちに愛と安らぎを与えることであった。実際、当時、上述の病気に罹った人々は感染防止のために隔離場所に入れられていたのである。画面には聖なる慈善のための主要な仕事が反映されている。